# Silomais

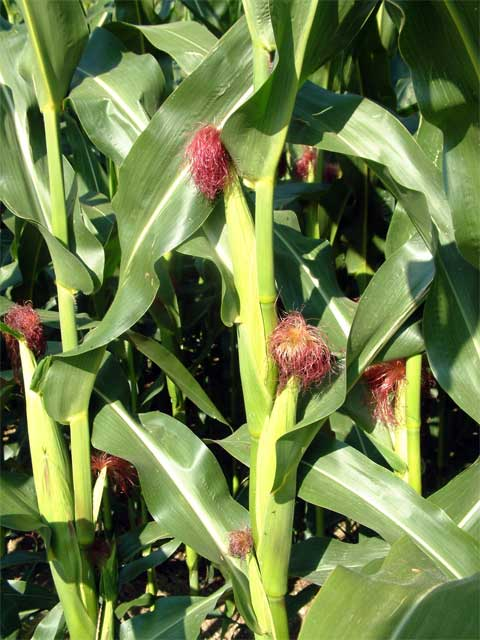
Mais (Zea mays)

Als Silomais wird Mais bezeichnet, der zur Bereitung von Maissilage als Futtermittel oder Biogassubstrat angebaut wird (Energiemais). Da Mais als C4-Pflanze einen geringen Wasserbedarf hat und nur mäßige Ansprüche an den Boden stellt, ist sie in Deutschland eine verbreitete Kulturpflanze mit hohen Erträgen an Trockenmasse pro Fläche.

## Anbau und Verarbeitung

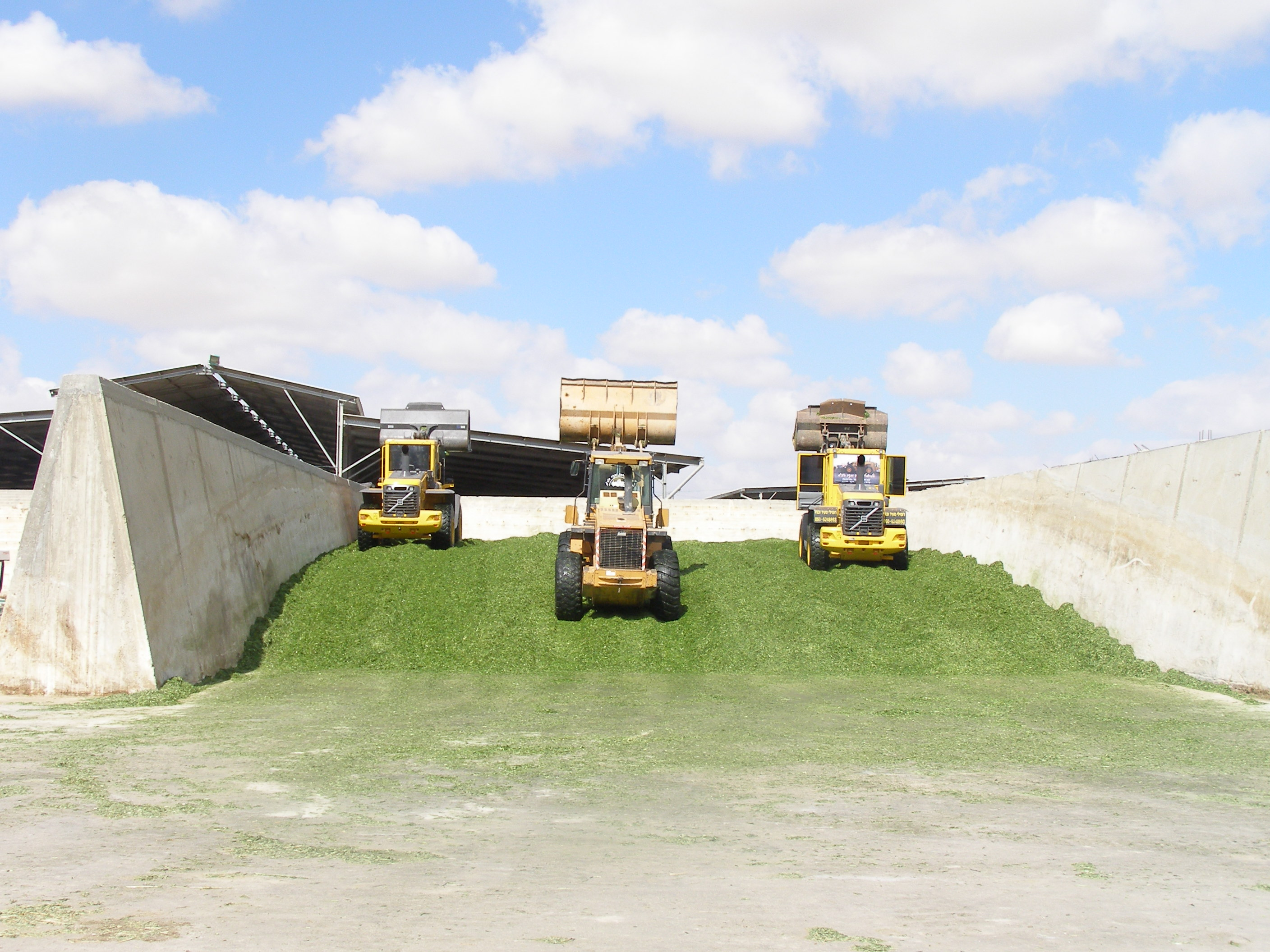
Produktion von Maissilage

Der in Mitteleuropa angebaute Mais ist vorwiegend Silomais. Die oberirdischen Pflanzenteile werden gehäckselt, siliert und als Futtermittel (Maissilage) in der Rinderhaltung oder als Biogassubstrat verwendet. Herkömmlicher Silomais ist für die Verwendung als Futtermittel züchterisch optimiert und erfüllt Eigenschaften wie hohe Hektarerträge, gut im Rinderpansen zugängliche Nährstoffe sowie gute Silierbarkeit, um eine längerfristige Lagerung und somit eine ganzjährige Verfügbarkeit zu gewährleisten.
Die hohen Hektarerträge und die vorhandene und erprobte Erntetechnik machten Mais zum wichtigsten Substrat in Biogasanlagen.
Die Ansprüche an Silomais zur Rinderhaltung und zur Biogaserzeugung (Energiemais) unterscheiden sich. Während bei Mais zur Futternutzung neben dem Masseertrag die Verdaulichkeit im Verdauungstrakt des Rinds eine große Rolle spielt, steht bei Energiemais der zu erzielende Methanertrag pro Hektar im Vordergrund. Durch Anpassungen bei Sortenwahl, Saatstärke, Düngung, Erntezeitpunkt und -technik kann der Silomaisanbau nutzungsspezifisch optimiert werden.

## Bedeutung
In den letzten Jahren wurde der Anbau von Silomais stark ausgeweitet, vor allem zur Erzeugung von Biogas. Laut Statistischem Bundesamt wurden 2008 in der BRD auf 2.087.000 ha (17,7 % der Ackerfläche) Mais angebaut. 75 % davon waren Silomais.
In 2007 wurden 239.000 ha Energiemais angebaut. Das entsprach 12,8 % der gesamten deutschen Maisanbaufläche in 2007. Durch den starken Ausbau der Biogaserzeugung ist mit einer weiteren starken Zunahme zu rechnen.

## Kritik am Maisanbau, Alternativen und Ergänzungen
Die Veränderung des Landschaftsbildes durch den verstärkten Maisanbau und landschaftliche sowie ökologische Folgen von Grünlandumbruch werden kritisiert. Oft auf den Silomaisanbau fokussiert, jedoch nicht auf diesen beschränkt ist die Kritik an intensiven Wirtschaftsweisen im Ackerbau.
Um Maismonokulturen zu vermeiden, können andere Feldfrüchte oder Grünland genutzt werden. Je nach betrieblichen Voraussetzungen stellen die Silagen weiterer Nutzpflanzen wie Ganzpflanzensilage, Grassilage, Kleegras-Silage oder die Trocknung (Heu) Alternativen oder Ergänzungen zur Maissilage dar. Für die Biogaserzeugung wird derzeit das Potenzial weiterer Nutzpflanzen, wie Sonnenblumen und Zuckerrüben, getestet. Da Mais als wärmebedürftige Pflanze erst spät gesät werden kann, wird zudem versucht, die Vegetationsperiode, beispielsweise mit Grünroggen als Zwischenfrucht zur Erzeugung von Ganzpflanzensilage (GPS), besser auszunutzen und so höhere Erträge pro Fläche und Jahr zu erzielen.